# Пауло де Алмейда Рибейро
Пауло де Алмейда Рибейро (порт. Paulo de Almeida Ribeiro; 15 апреля 1932, Порту-Алегри — 11 июня 2007 год, Сан-Паулу), более известный под именем Паулиньо (порт. Paulinho), также его называли Паулиньо де Алмейда, чтобы отличить от других игроков с такими же именами — бразильский футболист, правый защитник, и тренер. Считается лучшим правым защитником в истории клуба «Интернасьонал», по всем трём опросам журнала «Плакар» в 1982, 1994 и 2006 годах.

## Карьера
Паулиньо начал карьеру в полулюбительской команде «Патернон», а затем выступал за «Интернасьонал» и «Васко да Гама», куда перешёл за 800 тыс. крузейро, в то время это была одна из самых крупных сделок по продаже футболистов. В сборной Бразилии Паулиньо провёл 8 матчей, был дублёром Джалмы Сантоса на чемпионате мира в 1954 году, а на следующий мундиаль Паулиньо не поехал из-за ноги, которую он сломал в матче турнира Рио-Сан-Паулу.
После окончания карьеры игрока, Паулиньо стал тренером, проработав в 13-ти клубах, что любопытно ни в одной команде он не задерживался более чем на год. В 1975 году Паулиньо стал одним из основателей Бразильской ассоциации футбольных тренеров.
Умер Паулиньо в 2007 году от болезни Альцгеймера.

## Достижения

### Как игрок
- Чемпион штата Риу-Гранди-ду-Сул: 1951, 1952, 1953
- Обладатель Кубка О’Хиггинса: 1955
- Обладатель кубка Освалдо Круза: 1955
- Чемпион штата Рио-де-Жанейро: 1956, 1958
- Обладатель Кубка Рока: 1957
- Победитель турнира Рио-Сан-Паулу: 1958